# 18 Водолея
18 Водолея (лат. 18 Aquarii, HD 203705) — двойная звезда в созвездии Водолея на расстоянии приблизительно 156 световых лет (около 48 парсеков) от Солнца. Видимая звёздная величина звезды — +5,476m. Возраст звезды оценивается как около 480 млн лет.

## Характеристики
Первый компонент — жёлто-белая звезда спектрального класса F0V. Масса — около 1,54 солнечной, радиус — около 2,27 солнечных, светимость — около 11,8 солнечных. Эффективная температура — около 7295 К.